# Zementation (Geologie)
In der Geologie bezeichnet die Zementation einen bestimmten Prozess der Diagenese, also der Veränderung von sedimentären Ablagerungen.
Die Zementation ist ein chemisch-physikalischer Vorgang, bei dem Minerale (meist Quarz oder Calcit) über wässrige Lösungen in die Porenräume des Lockersediments transportiert und dort als Zemente ausgefällt werden. Die Porosität des Ausgangsmaterials wird dadurch verringert, während gleichzeitig die Körner des Sediments miteinander verkittet werden.
Zusammen mit der Kompaktion, einem rein physikalischen Prozess der Diagenese, der eine druckbedingte Zunahme der Dichte durch auflastendes Material bewirkt, führt die Zementation zur Umwandlung einer lockeren unverfestigten Sedimentmasse zu einem festen Gestein. Dieser Vorgang wird auch Lithifizierung (griechisch Versteinerung) genannt.